# Kisses Down Low

Kisses Down Low est une chanson de la chanteuse américaine Kelly Rowland extrait de  quatrième album studio, Talk a Good Game. Elle a été écrite par Marquel Middlebrooks, Timothy Thomas, Theron Thomas, Kelly Rowland et Michael Williams (sous le nom de Mike WiLL Made It). Elle est sortie le 1er février 2013.

## Tableau des performances
Aux États-Unis, Kisses Down Low a débuté au numéro 96 au magazine Billboard Hot 100 pour le numéro daté le 10 mars, 2013 et s'est classé 31 au classement Hot R&B/Hip-Hop Singles & Tracks.
| Classement(2013)               | Position |
| ------------------------------ | -------- |
| Australie Urban (ARIA)         | 18       |
| États-Unis (Hot 100)           | 72       |
| États-Unis (R&B/Hip-Hop Songs) | 25       |

## Clip Vidéo
Le clip vidéo de Kisses Down Low a été réalisé par Colin Tilley.